# Обуховський Олександр Вікторович
Олекса́ндр Ві́кторович Обуховський (нар. 13 лютого 1980, Снігурівка, Миколаївська область, Українська РСР, СРСР — пом. 13 лютого 2025, Дніпропетровська область, Україна) — український військовик, громадський діяч, депутат Миколаївської районної ради Миколаївської області VIII скликання. 

## Життєпис
Народився 13 лютого 1980 року у місті Снігурівка в Миколаївській області. Працював електриком, з часом переїхав до Миколаєва.
У 2014 році добровольцем вирушив в зону АТО, воював у гарячих точках на сході України. Через захоплення роботою з металом узяв псевдо «Кузнець».
Після демобілізації активно займався громадською діяльністю, брав участь у роботі громадської організації «Асоціація учасників та інвалідів АТО», депутат Миколаївської районної ради Миколаївської області VIII скликання.
У серпні 2021 року уклав новий контракт і пішов на службу до Збройних сил України. З початком повномасштабного вторгнення Росії в Україну перебував на фронті, обіймав посаду командира роти ударних безпілотних авіаційних комплексів «Perun Group» 79-ї окремої десантно-штурмової Таврійської бригади.
Загинув в автокатастрофі під час виконання службових обов'язків на Дніпропетровщині у свій ювілей. Церемонія прощання відбулася у Кафедральному соборі Касперівської ікони Божої матері в Миколаєві. Похований 17 лютого на Миколаївському центральному міському цвинтарі.

## Нагороди
- Нагрудний знак «Учасник АТО»;
- Відзнака Президента України «За участь в антитерористичній операції»;
- Відзнака Миколаївської обласної ради «За заслуги перед Миколаївщиною» II ступеня (2020[6]);
- Відзнака Миколаївської обласної ради «Хрест Святого Миколая» (2020[7]);
- Відзнака голови Миколаївської обласної державної адміністрації «Святий Миколай Чудотворець»;
- Почесний нагрудний знак Головнокомандувача ЗСУ «Срібний хрест».